# Wereldkampioenschappen synchroonzwemmen 2025 – Duet technische routine
De technische routine voor duetten tijdens de wereldkampioenschappen synchroonzwemmen 2025 vond plaats op 18 en 21 juli 2025 in de World Aquatics Championships Arena in Singapore.

## Uitslag
De eerste twaalf duetten, hier aangegeven met groen, gingen door naar de finale.
| Rang   | Namen                                             | Land                | Voorronde | Voorronde | Finale        | Finale        |
| Rang   | Namen                                             | Land                | Punten    | Rang      | Punten        | Rang          |
| ------ | ------------------------------------------------- | ------------------- | --------- | --------- | ------------- | ------------- |
| Goud   | Anna-Maria Alexandri Eirini-Marina Alexandri      | Oostenrijk          | 305,1684  | 1         | 307,1451      | 1             |
| Zilver | Lin Yanhan Lin Yanjun                             | China               | 301,0933  | 2         | 301,4057      | 2             |
| Brons  | Mayya Doroshko Tatiana Gayday                     | Neutrale vlag       | 297,0033  | 3         | 300,2183      | 3             |
| 4      | Moe Higa Tomoka Sato                              | Japan               | 293,4950  | 4         | 295,6240      | 4             |
| 5      | Meritxell Ferré Lilou Lluís                       | Spanje              | 288,4774  | 5         | 287,3898      | 5             |
| 6      | Enrica Piccoli Lucrezia Ruggiero                  | Italië              | 279,0533  | 7         | 285,0441      | 6             |
| 7      | Daria Fedaruk Vasilina Khandoshka                 | Neutrale vlag       | 262,8175  | 12        | 277,4267      | 7             |
| 8      | Marla Arellano Itzamary González                  | Mexico              | 278,6633  | 8         | 276,7307      | 8             |
| 9      | Daria Moshynska Anastasiia Shmonina               | Oekraïne            | 267,5208  | 10        | 273,4933      | 9             |
| 10     | Ghizal Akbar Jaime Czarkowski                     | Verenigde Staten    | 265,7292  | 11        | 269,5409      | 10            |
| 11     | Anastasia Bayandina Romane Lunel                  | Frankrijk           | 284,6158  | 6         | 254,9667      | 11            |
| 12     | Audrey Lamothe Ximena Ortiz                       | Canada              | 271,6526  | 9         | 236,5825      | 12            |
| 13     | Klara Bleyer Amélie Blumenthal Haz                | Duitsland           | 261,1208  | 13        | Uitgeschakeld | Uitgeschakeld |
| 14     | Zoi Karangelou Sofia Malkogeorgou                 | Griekenland         | 260,0175  | 14        | Uitgeschakeld | Uitgeschakeld |
| 15     | Lea Krajčovičová Žofia Strapeková                 | Slowakije           | 257,8766  | 15        | Uitgeschakeld | Uitgeschakeld |
| 16     | Arina Pushkina Yasmin Tuyakova                    | Kazachstan          | 249,1542  | 16        | Uitgeschakeld | Uitgeschakeld |
| 17     | Yvette Chong Debbie Soh                           | Singapore           | 243,6826  | 17        | Uitgeschakeld | Uitgeschakeld |
| 18     | Sabina Makhmudova Ziyodakhon Toshkhujaeva         | Oezbekistan         | 241,7117  | 18        | Uitgeschakeld | Uitgeschakeld |
| 19     | Georgia Courage-Gardiner Margo Joseph-Kuo         | Australië           | 241,6624  | 19        | Uitgeschakeld | Uitgeschakeld |
| 20     | Melisa Ceballos Estefanía Roa                     | Colombia            | 240,9567  | 20        | Uitgeschakeld | Uitgeschakeld |
| 21     | Zeina Amr Maryam Samer                            | Egypte              | 239,4892  | 21        | Uitgeschakeld | Uitgeschakeld |
| 22     | Soledad García Trinidad García                    | Chili               | 238,8183  | 22        | Uitgeschakeld | Uitgeschakeld |
| 23     | Blanka Barbócz Blanka Taksonyi                    | Hongarije           | 238,2042  | 23        | Uitgeschakeld | Uitgeschakeld |
| 24     | Gabriela Regly Anna Giulia Veloso                 | Brazilië            | 235,3092  | 24        | Uitgeschakeld | Uitgeschakeld |
| 25     | Robyn Swatman Eve Young                           | Verenigd Koninkrijk | 233,1983  | 25        | Uitgeschakeld | Uitgeschakeld |
| 26     | Tekla Gogilidze Nita Natobadze                    | Georgië             | 229,9192  | 26        | Uitgeschakeld | Uitgeschakeld |
| 27     | Korina Maretić Mia Piri                           | Kroatië             | 223,1858  | 27        | Uitgeschakeld | Uitgeschakeld |
| 28     | Julie Lewczyszynová Sofie Schindlerová            | Tsjechië            | 217,4508  | 28        | Uitgeschakeld | Uitgeschakeld |
| 29     | Agustina Medina Lucía Ververis                    | Uruguay             | 215,8466  | 29        | Uitgeschakeld | Uitgeschakeld |
| 30     | Ana Culic Thea Grima Buttigieg                    | Malta               | 214,5317  | 30        | Uitgeschakeld | Uitgeschakeld |
| 31     | Tiziana Bonucci María Carasatorre                 | Argentinië          | 210,2050  | 31        | Uitgeschakeld | Uitgeschakeld |
| 32     | Cesia Castaneda Grecia Mendoza                    | El Salvador         | 204,3550  | 32        | Uitgeschakeld | Uitgeschakeld |
| 33     | María Ccoyllo Lía Luna                            | Peru                | 201,0175  | 33        | Uitgeschakeld | Uitgeschakeld |
| 34     | María Alfaro Anna Mitinian                        | Costa Rica          | 200,0366  | 34        | Uitgeschakeld | Uitgeschakeld |
| 35     | Katherine Chu Hung Sze Ching                      | Hongkong            | 188,4642  | 35        | Uitgeschakeld | Uitgeschakeld |
| 36     | Hilda Tri Julyandra Talitha Amabelle Putri Subeni | Indonesië           | 185,7741  | 36        | Uitgeschakeld | Uitgeschakeld |
| 37     | Lam Cheng Tong Leong Hoi Cheng                    | Macau               | 172,9959  | 37        | Uitgeschakeld | Uitgeschakeld |
| 38     | Gabriela Batista Alejandra Molina                 | Cuba                | 166,1010  | 38        | Uitgeschakeld | Uitgeschakeld |
| 39     | Aurelia Pretorius Rebecca Schenk                  | Zuid-Afrika         | 150,4983  | 39        | Uitgeschakeld | Uitgeschakeld |